# SAF-Holland
Die SAF-Holland SE (vormals SAF-Holland S. A.) ist ein börsennotiertes Zulieferunternehmen für die LKW- und Trailer-Industrie. Firmensitz ist Bessenbach bei Aschaffenburg in Deutschland.
Das Unternehmen stellt Achsen für LKW-Anhänger sowie Federungssysteme, Sattel- und Anhängerkupplungen, Scheibenbremsen, Königszapfen und Stützwinden her. Die Produkte werden vor allem in der Anhänger-Industrie wie etwa Kögel Fahrzeugtechnik, Krone, Spitzer Silo und Schmitz Cargobull, aber auch von LKW-Herstellern genutzt.

## Geschichte
SAF-Holland wurde Ende 2005 gegründet. In mehreren Schritten wurden die SAF-Gruppe, vormals Sauer Achsenfabrik, mit Sitz in Bessenbach, einer der europäischen Marktführer für die Produktion von Achsen, und die US-amerikanische Holland-Gruppe, ein Zulieferer für die Lkw- und Trailer-Industrie in Nordamerika, zusammengeschlossen.
Im Jahr 2018 wurde der italienische Hersteller von Kupplungssystemen für Lkw, Anhänger, Trailer und landwirtschaftliche Nutzfahrzeuge V. Orlandi S.p.A. übernommen. Im selben Jahr erfolge die Übernahme des indischen Trailerachs- und Federungssystemhersteller York Transport Equipment (Asia) Pte. Ltd.
2019 erfolgten zwei weitere Übernahmen (PressureGuard und Stara), sowie jeweils eine weitere 2022 und 2023 (IMS Limited und Haldex).

## Konzernstruktur
SAF-Holland besteht aus mehreren operativen Tochtergesellschaften und verfügt über 20 Produktionsstätten auf fünf Kontinenten. Außerdem gibt es ein weltweites Netz von Service-Stationen. Seit dem 26. Juli 2007 sind die Aktien im Prime Standard der Frankfurter Wertpapierbörse notiert. Am 8. Dezember 2010 wurde die Aktie in den Aktienindex SDAX aufgenommen. Zum 1. Juli 2020 hat das Unternehmen seinen Sitz zurück nach Deutschland verlegt.

## Konzernstrategie
SAF-Holland setzt vor allem auf die Faktoren Transportvolumen und Internationalität. Der Konzern konzentriert sich auf die Geschäftsbereiche Trailer Systems (Anhänger), Powered Vehicle Systems (Zugmaschinen etc.) und Aftermarket (Ersatzteilgeschäft).